# Vladimir Grigor'evič Šuchov
Vladimir Grigor'evič Šuchov (in russo Владимир Григорьевич Шухов?; Grajvoron, 28 agosto 1853 – Mosca, 2 febbraio 1939) è stato un architetto e ingegnere russo.
Vladimir Šuchov, nel 1890-1892 inventò un nuovo tipo di caldaie tubolari: verticali ed orizzontali.
Nel 1919 Vladimir Šuchov ricevette, per volontà di Lenin il suo più importante incarico, o perlomeno quello che gli ha dato maggiore visibilità: la costruzione di una antenna per la stazione radio del nuovo Stato sovietico, nel quartiere di Šabolovka a Mosca. Originariamente progettata di 350 metri d'altezza, la torre fu poi costruita, per la carenza d'acciaio, alta 150 metri.
La torre Šuchov è una rielaborazione delle torri iperboloidi per l'acqua ed è composta da 6 segmenti sovrapposti di quella forma. Pur fra enormi difficoltà a metà del marzo 1922 la stazione radio fu attivata. 
Questa antenna, di forma originale, estremamente leggera e raffinata, con dettagli semplici, costituisce un modello delle più brillanti strutture al vertice dell'arte del costruire.
Nel 1927 è eletto nell'Accademia russa delle scienze e dal 1929 membro onorario. 
Nel 1928 viene nominato eroe del lavoro e nel 1929 insignito del premio Lenin.

## Galleria d'immagini

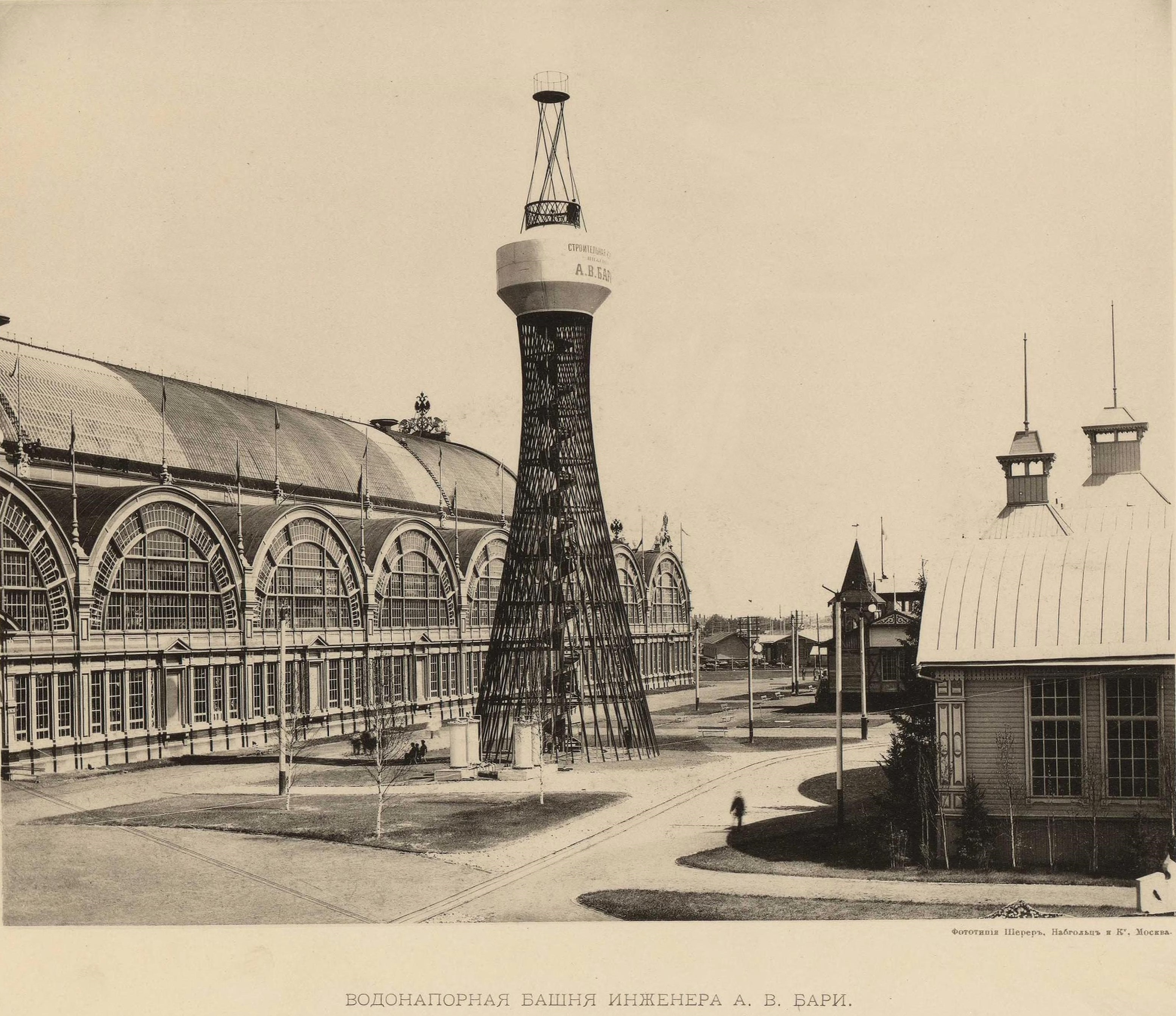
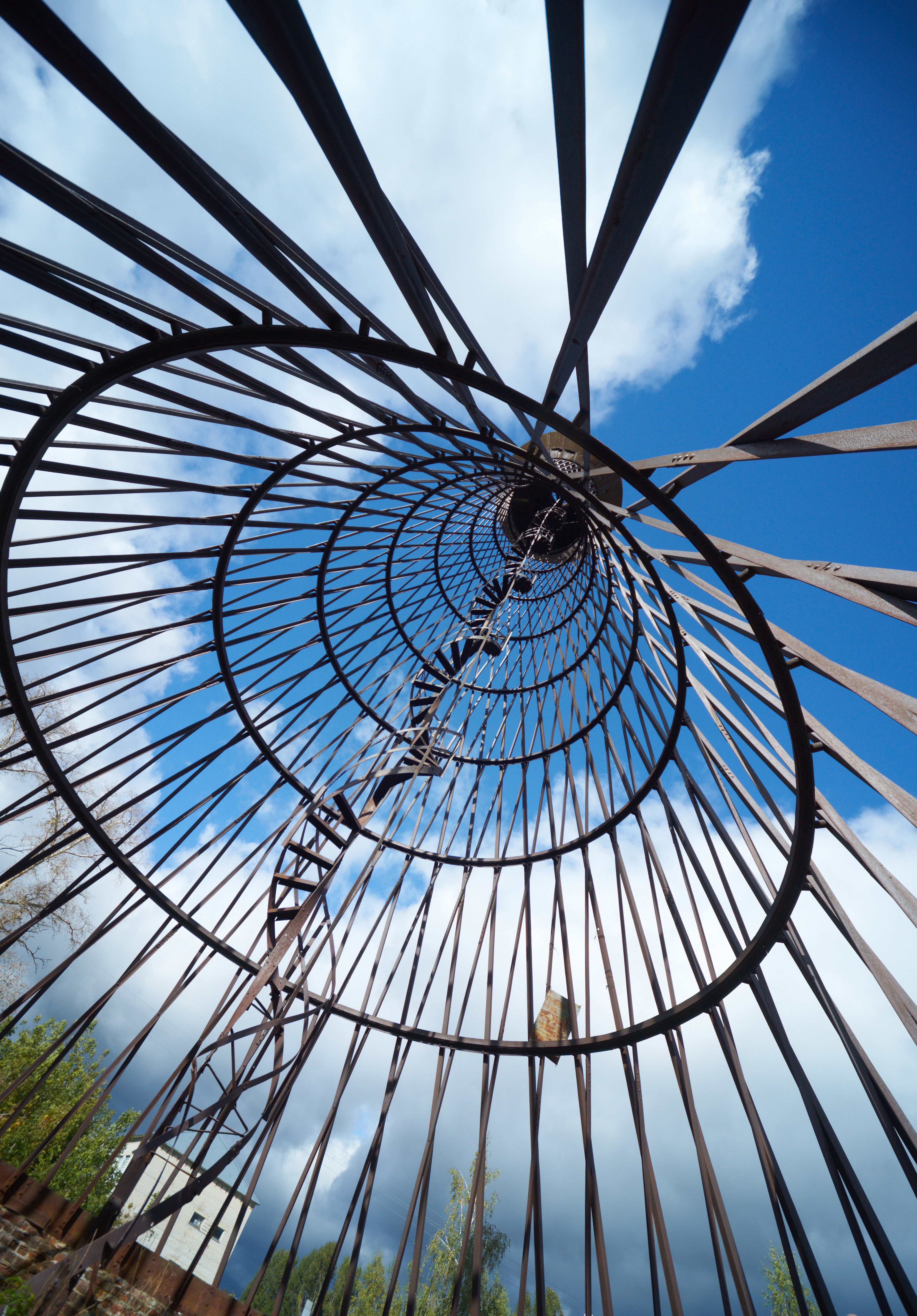
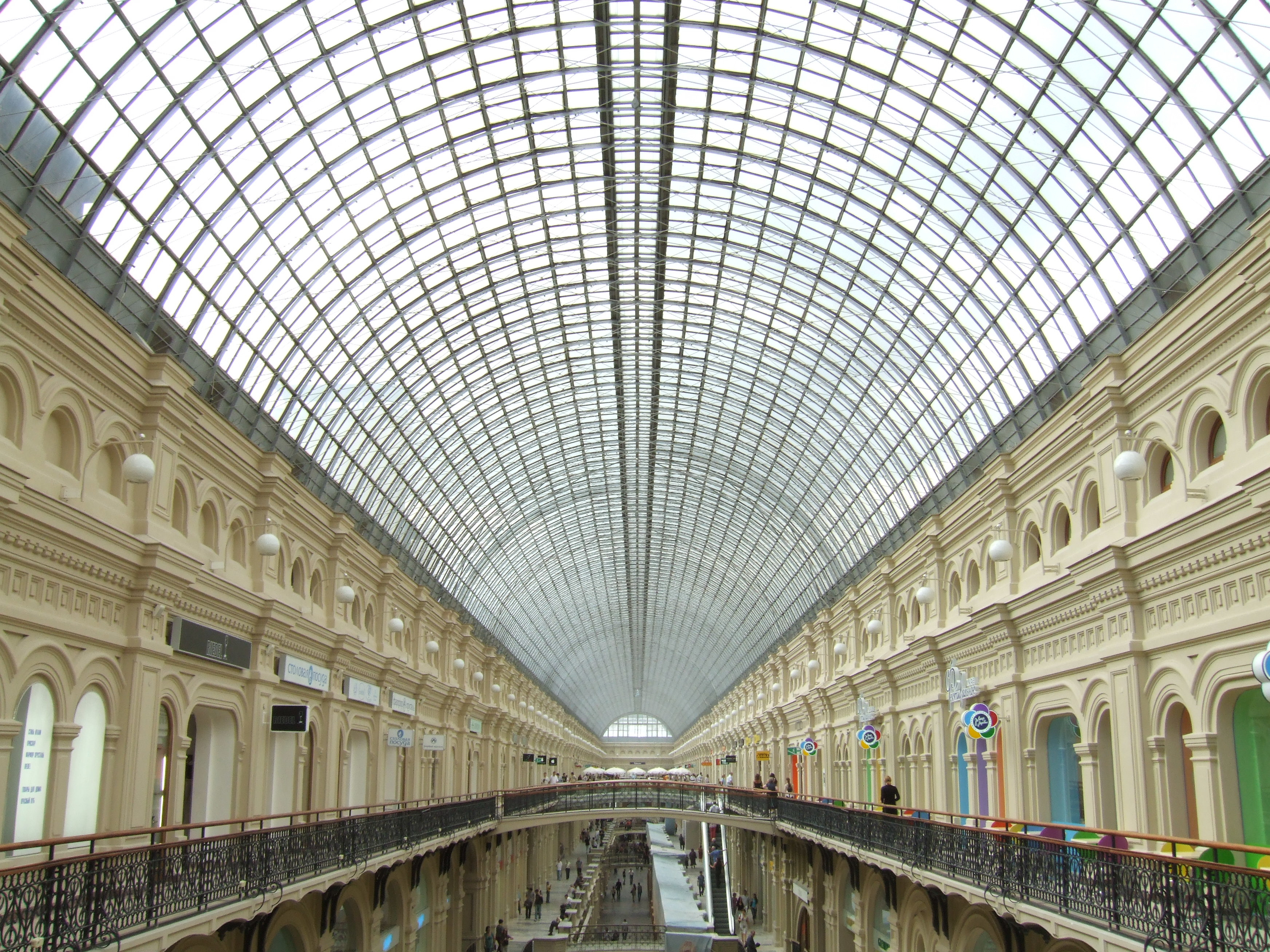
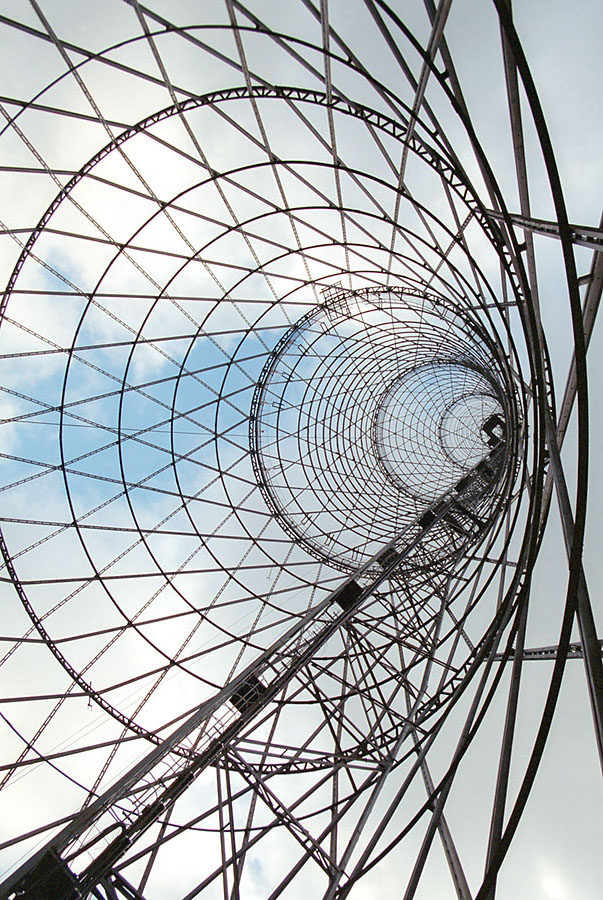
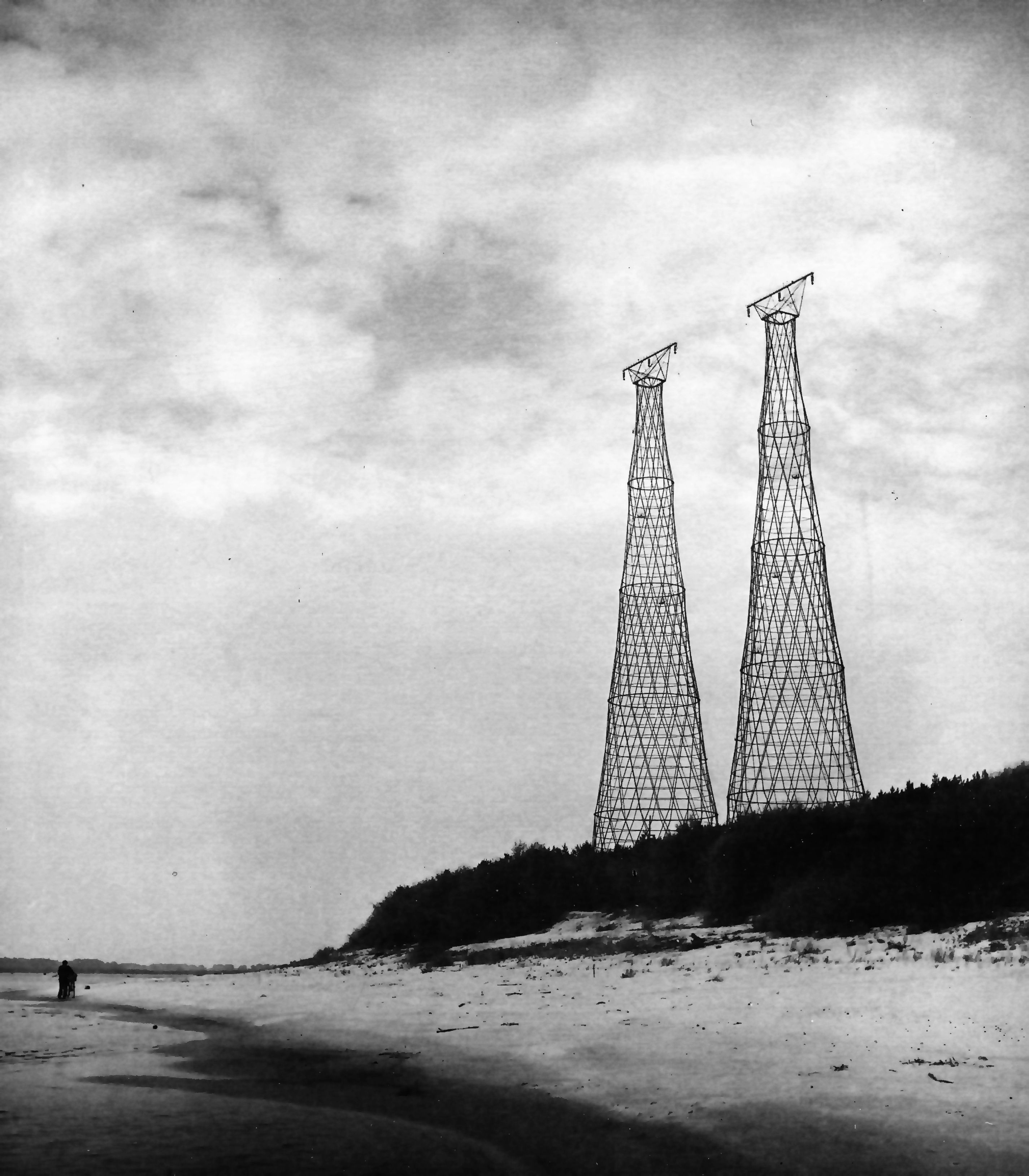